# Ching (instrument)
Pour les articles homonymes, voir Ching.

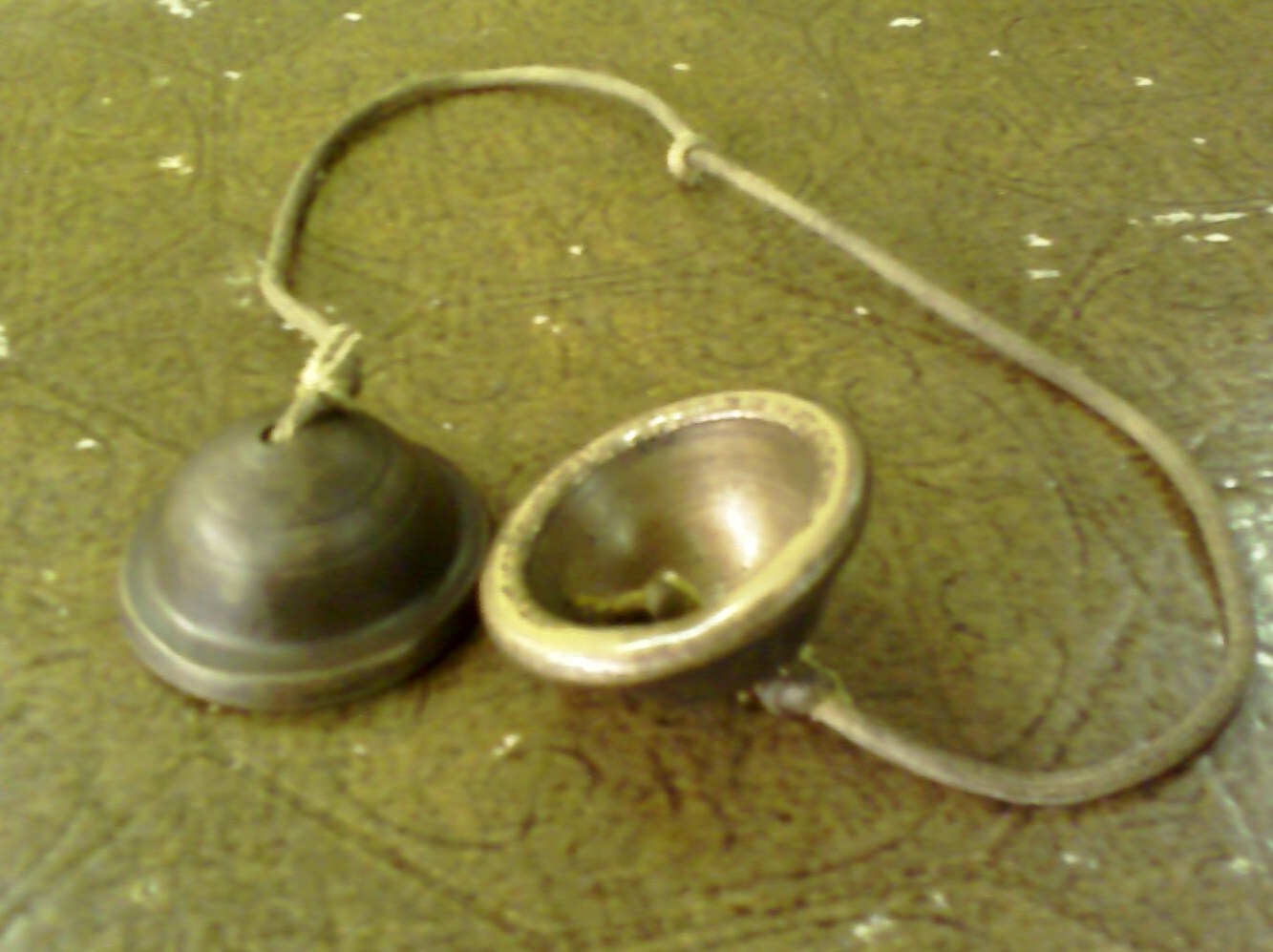
Ching

Les ching (ou chhing) sont des sortes de petites cymbales utilisées dans la musique cambodgienne et thailandaise, essentiellement pour marquer le rythme. Elles sont classées dans la catégorie des idiophones à concussion dans le système Hornbostel-Sachs.

## Fabrication
Généralement attachées ensemble par une cordelette, les ching sont une paire de petites cymbales  en métal en forme de petites coupes.

## Contexte musical
Elles sont utilisées en tenant une des deux coupelles dans une main et en la frappant avec l'autre
Elles sont jugées indispensables dans la musique traditionnelle Thai pour marquer le rythme.

## Signification historique
Des preuves de l'utilisation de ching ont été trouvées à Angkor, dans les temples de la civilisation Khmer. Des scènes sur les murs représentent des danseurs avec leurs instruments, dont les ching.